# Cara piccina/Bach 70
Cara piccina/Bach 70 è l'ottantasettesimo singolo 45 giri di Peppino di Capri

## Il disco
È il primo singolo dove il cantante caprese e accompagnato da due nuovi musicisti che sostituirono il chitarrista Mario Cenci e il sassofonista Gabriele Varano nella formazione del cantante I Rockers. Piero Braggi alla chitarra e Gianfranco Raffaldi all'organo Hammond entrambi provenienti dalla formazione I Novelty di Fausto Leali che all'epoca si era già sciolta. Di conseguenza la formazione di Di Capri cambiò il suo nome da questo disco in poi in I New Rockers
Il brano sul lato A e una rielaborazione ballabile del celebre brano del 1928. Di Capri lo reincidera successivamente in versione molto più lenta e più classica nell'album Hits - Vol. II del 1972.
Bach 70 e invece un brano strumentale eseguito dai soli musicisti, firmato dal compositore e arrangiatore Gino Mazzocchi qui sotto lo pseudonimo di Fenicio, mai più successivamente riproposto dal cantante campano
La copertina raffigura il cantante e i suoi musicisti. Questo singolo non riscosse molto successo di vendita.

## Tracce
Lato A
- Cara piccina (testo di Libero Bovio, musica di Gaetano Lama)

Lato B
- Bach 70 (musica di Fenicio)

## Formazione
- Peppino di Capri - voce, pianoforte
- Piero Braggi - chitarra, cori
- Ettore Falconieri - batteria, percussioni
- Pino Amenta - basso, cori
- Gianfranco Raffaldi - organo, cori

## Fonti
- Banca dati online della SIAE